# Справа Пітера Бергманна
Пітер Бергман (англ. Peter Bergmann) — псевдонім неідентифікованої людини, який був знайдений мертвим 16 червня 2009 року на пляжі ірландського поселення Россес-Пойнт. Справжня особистість чоловіка не встановлена, оскільки він сам доклав зусиль, щоб не бути ідентифікованим. З собою в нього не було ні паспорта, ні інших документів. Всі етикетки на особистих речах були зрізані.
З 12 червня по 16 червня 2009 року він відвідав прибережний морський порт Слайго на північному заході Ірландії. Він використовував псевдонім «Пітер Бергманн», щоб зареєструватися в готелі Sligo City, де залишався більшу частину свого візиту. Співробітники готелю відзначали, що чоловік говорив англійською мовою з відчутним німецьким акцентом. Його пересування в готелі й на вулиці були зняті камерами відеоспостереження. Але деталі його дій залишаються невідомими. Він рідко контактував з іншими людьми. Нічого невідомо про його походження й мету візиту в Слайго.
Попри проведене розслідування смерті Пітера Бергманна, яке тривало п'ять місяців, поліція так і не змогла ідентифікувати людину і з'ясувати мету його візиту в Слайго.
В останні роки ця справа привернула увагу громадськості. 2013 року вийшов документальний фільм «The Last Days of Peter Bergmann», який показали на кінофестивалі в Санденсі в 2014 році.

## Фізичні дані
Невідомий чоловік мав струнку статуру, коротке сиве волосся, блакитні очі, обличчя засмагле. На вигляд йому було від 50 до 60 років. Його зріст становив 5 футів і 10,5 дюйма. За словами свідків, чоловік розмовляв з німецьким акцентом. Його обличчя було виголене, волосся — чисте й доглянуте.
Чоловік був одягнений у чорну шкіряну куртку, сині штани (розмір 50), сині шкарпетки і чорні туфлі (розмір 44). Його одяг від бренду C & A, популярного магазину одягу в Європі, особливо в Німеччині та Австрії. Він був частим курцем, і камери відеоспостереження кілька разів фіксували, як він курить зовні.

## Хронологія подій
У п'ятницю, 12 червня, невідомого чоловіка помітили в автобусному депо Ulster, в Деррі між 14:30 і 16:00. Він сів на автобус і поїхав у Слайго. При ньому була чорна сумка і стандартна сумка для багажу. О 18:28 він прибув на автовокзал Слайго і взяв таксі до готелю Sligo City, де він заплатив 65 євро за номер. Під час реєстрації він дав ім'я «Peter Bergmann» і вказав адресу Ainstettern 15,4472, Vienna, Austria.
Після його смерті поліція з'ясувала, що ця адреса належить вакантній партії. Це означало, що людина побажала залишитися невідомою.
У суботу о 10:49 чоловік вирушив до головного поштового відділення, де купив 8 штук марок вартістю 82 центи та наклейки авіапошти. Ймовірно він писав останні листи близьким або надсилав особисті речі, щоб їх поліція не змогла виявити.
У неділю, 14 червня, з 11:00 до 11:30 чоловік покинув готель Sligo City і сів у таксі. Чоловік попросив таксиста підказати, який пляж є найкрасивішим і найтихішим, на що таксист відповів, що пляж «Россес-Пойнт» — найкраще місце і розповів, як дістатися туди. Водій таксі відвіз чоловіка на автовокзал в Слайго.
Наступного дня, в понеділок, 15 червня, чоловік здав ключ від номера о 13:06 і виїхав з готелю. Він пішов з чорною сумкою, фіолетовим поліетиленовим пакетом та іншою чорною сумкою для багажу. У нього був відсутній чорний багажний багаж, з яким він уперше прибув до Слайго.
Він вирушив на автовокзал Слайго через Квей-стріт і Віно-стріт. Дорогою зупинився в торговому центрі Quayside. О 13:38, бувши на автовокзалі, замовив собі капучино й підсмажений сандвіч. Поїдаючи їжу, він дістав з кишені шматки паперу і почав їх читати. Прочитавши папери, він порвав їх і викинув у сусіднє відро для сміття. Потім він сів в автобус і о 14:20 вирушив до Россес-Пойнта. Повідомлялося, що під час прогулянки пляжем його бачили 16 осіб.
Наступного ранку, у вівторок, 16 червня, Артур Кінселла і його син Браян під час тренувань виявили на пляжі труп о 6:45. О 8:10 доктор Валері Макговен офіційно оголосила людину мертвою. Поліція Ірландії почала проводити розслідування, яке тривало п'ять місяців.
Після п'ятимісячного розслідування тіло було поховане на кладовищі Слайго. На похороні були присутні чотири співробітники поліції.

## Автопсія
Згідно з судмедекспертизою, тіло чоловіка було виявлено на пляжі Россес-Пойнт. Труп був голим, одяг розкиданий вздовж берега, не було гаманця, грошей та посвідчення особи. Судмедексперт оголосив причину смерті — утоплення. Не було виявлено ознак насильницької смерті. Зуби людини були в хорошому стані, але зі слідами стоматологічного лікування.
Попри доглянутий вигляд людини, він був у дуже поганому стані. Розтин показав, що у нього був рак передміхурової залози і пухлини кісток. Розтин серця виявив ознаки попередніх серцевих нападів. Також у нього була одна нирка. У доповіді токсикології було зазначено, що в організмі чоловіка не містилося жодних медичних препаратів. Судмедексперт заявив, що через стан здоров'я чоловік мав потребу в медикаментах, які б полегшили його страждання.

## Фіолетовий поліетиленовий пакет
Камери відеоспостереження зафіксували, як чоловік з фіолетовим поліетиленовим пакетом кілька разів залишав готель, пакет міг бути наповнений особистими речами. Однак наприкінці прогулянки він повертався без нього.
Передбачається, що він міг розкидати речі по всьому місту, а потім складав пакет і клав його в кишеню. Поліція не змогла визначити, що він викидав у громадські сміттєві баки, оскільки людина використовувала сліпі плями камер відеоспостереження. Його рухи були ретельно продуманим, і він, напевно, знав, як приховувати свої особисті речі, які могли ідентифікувати його

## Подальші події
Французька газета Le Monde повідомила, що вони зв'язувалися з австрійською поліцією в цій справі і що поліція Австрії повідомила, що з ними ірландська поліція ніколи не зв'язувалася. Також La Monde повідомила, що дані про людину відсутні в Інтерполі, оскільки він не підпадає під категорію «зниклий чоловік» або «розшукуваний чоловік».